# Saint-Rémy (Aveyron)
Saint-Rémy – miejscowość i gmina we Francji, w regionie Oksytania, w departamencie Aveyron. W 2013 roku jej populacja wynosiła 347 mieszkańców. 